# Mitologia fenícia
La mitologia fenícia és una de les mitologies conegudes més antigues del Mar Mediterrani. No és una mitologia tancada, sinó que existeixen connexions i influències molt importants amb les mitologies babilòniques i egípcies. La cosmogonia comença amb la unió del caos primitiu amb una divinitat. D'aquesta unió va néixer l'ou còsmic (Mot) i de la seva divisió es va generar el cel i la terra. Els fenicis no van tenir mai el concepte d'un déu únic, una deïtat suprema. Van ser sempre politeistes.
Eusebi de Cesarea, bisbe de Cesarea de Palestina, va escriure l'any 280 que:
| « | La majoria de les teogonies del món procedeixen dels fenicis i dels egipcis. | » |

Filó de Biblos, que va fer una traducció al grec de l'obra del sacerdot Sancuniató sobre l'origen de la creació, dels déus i dels humans, deia que els fenicis:
| « | Consideren el més gran entre els déus aquell qui havia prestat algun servei assenyalat a la humanitat. | » |

## Déus fenicis

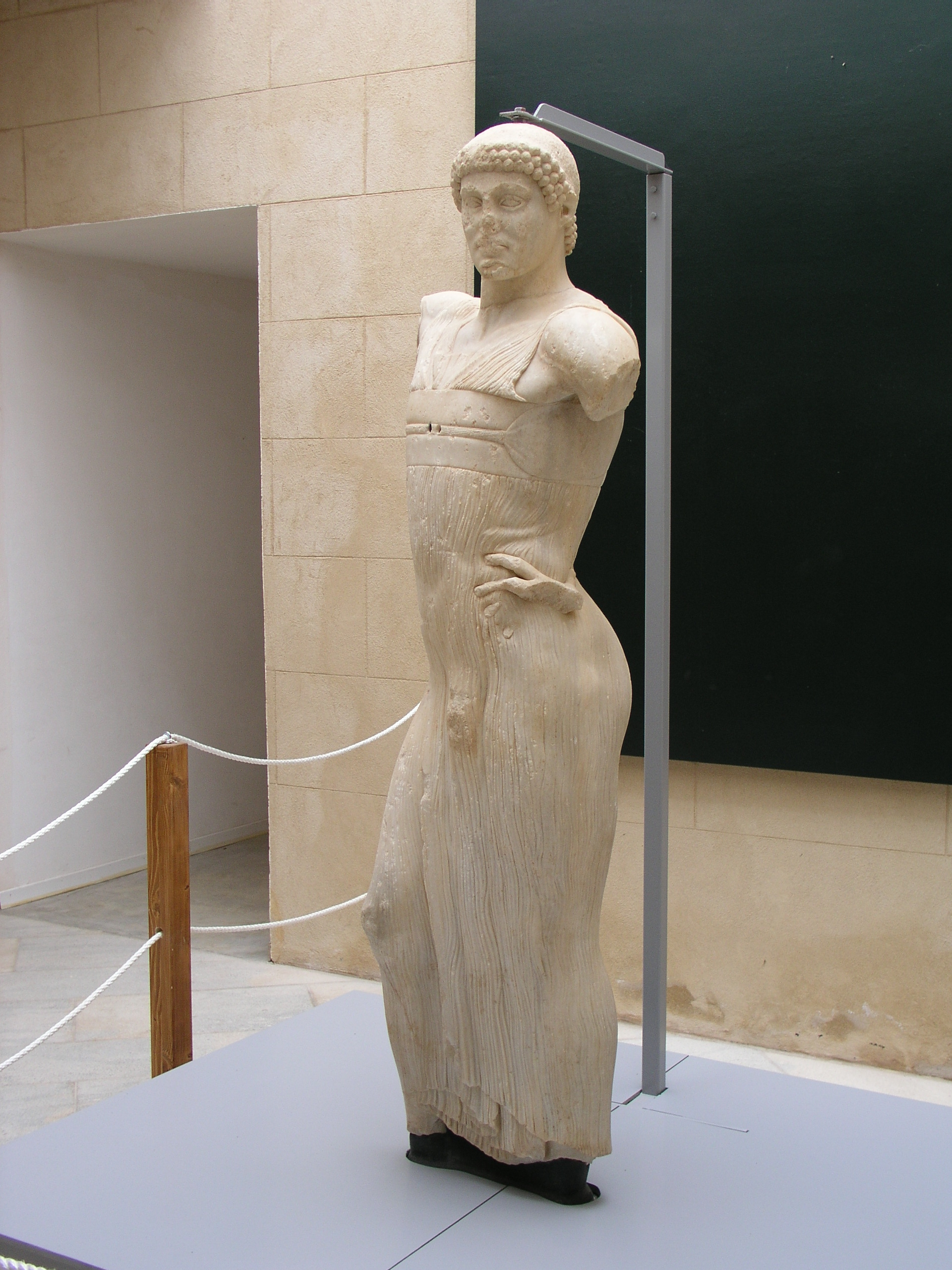
Representació de Melqart, conegut com l'efeb de Mòtia.

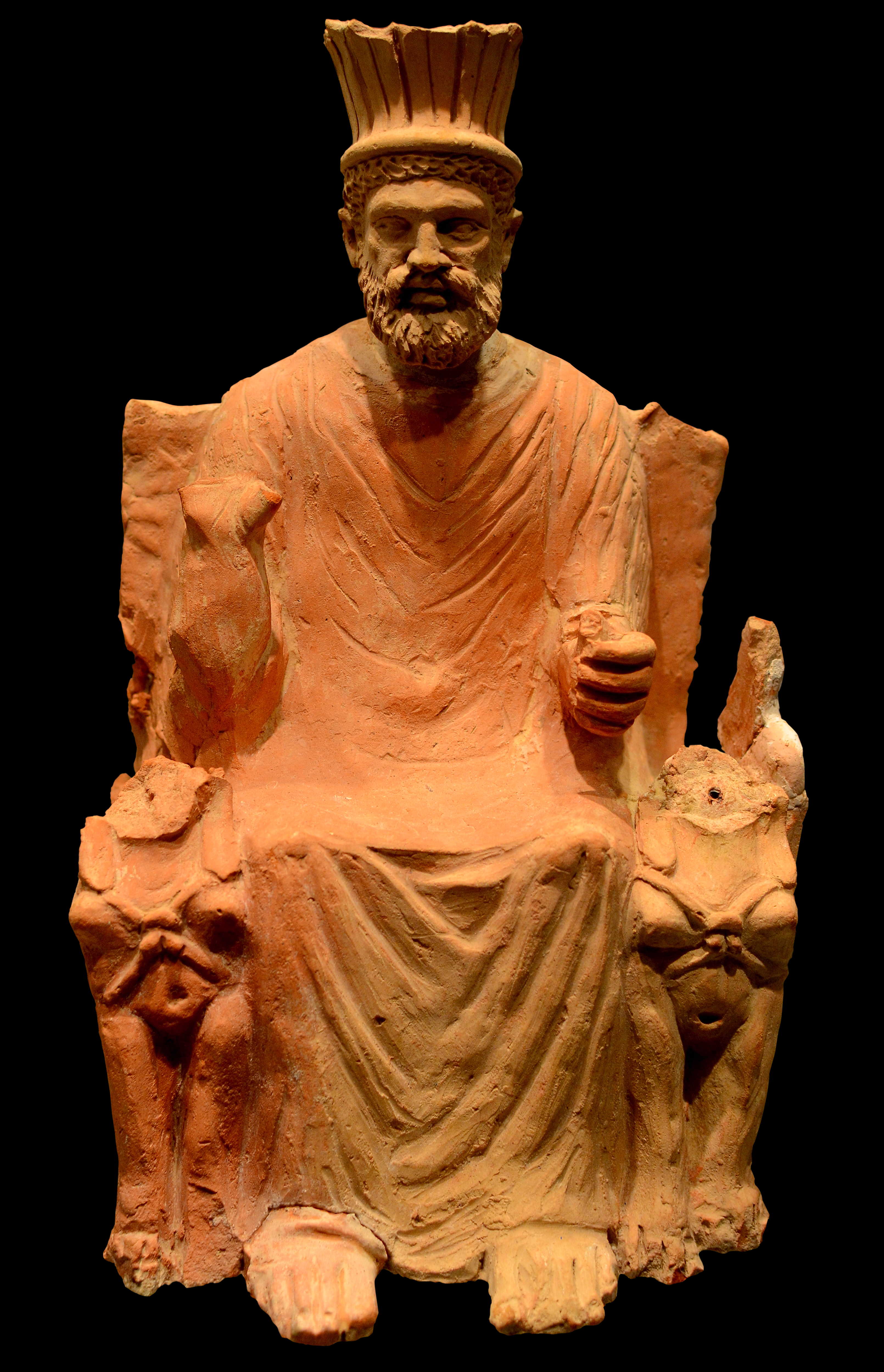
El déu Baal representat com un home gran en un tron entre dues esfinxs.

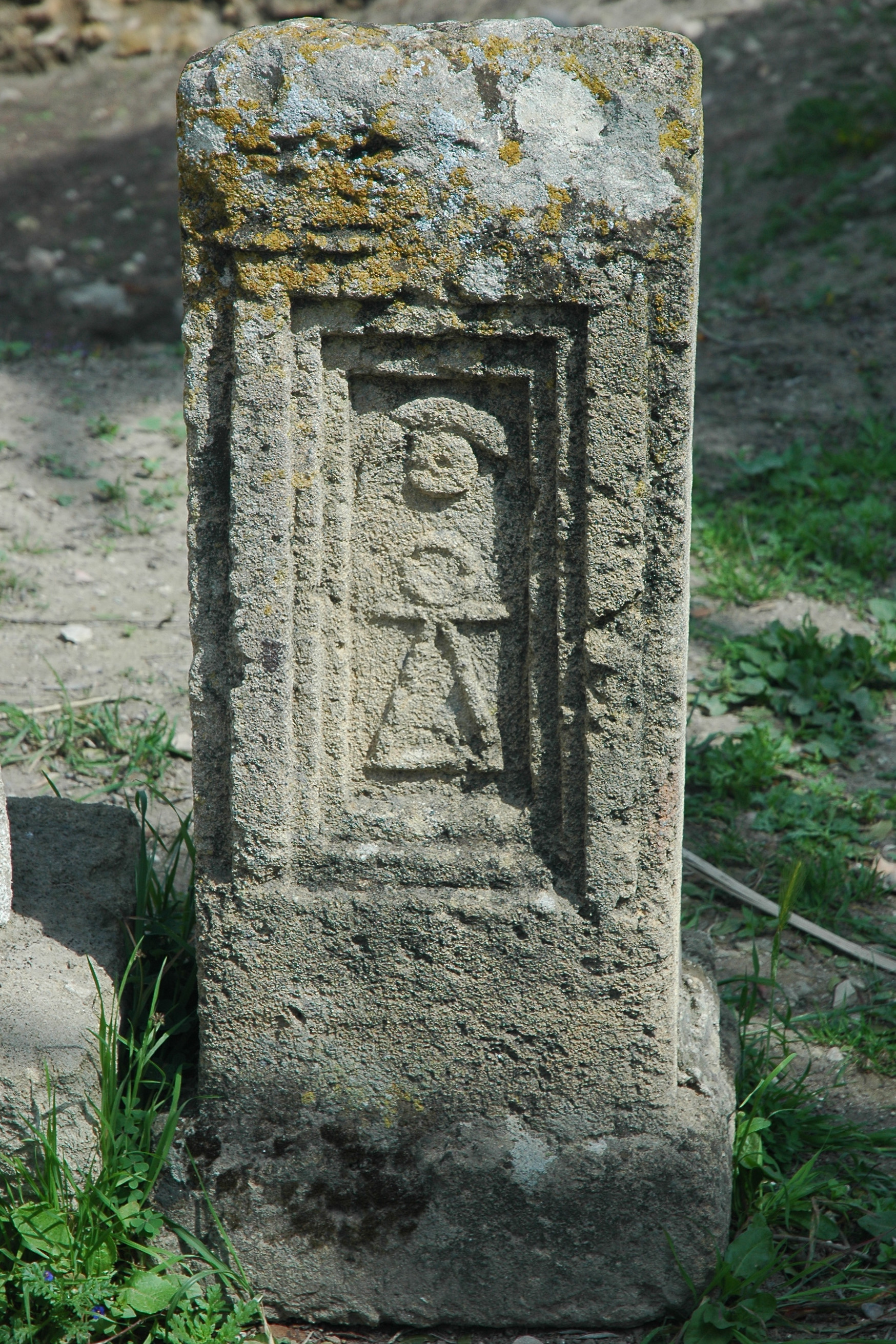
Altar de Tanit, deessa de la fecunditat.

Els déus adorats pels fenicis varien d'una ciutat a una altra. Així el panteó de Sidó difereix del de Tir, Biblos o Xipre. Tot i així, algunes divinitats estan presents d'una manera o altra en la majoria de les ciutats significatives. Aquestes divinitats són principalment El, Baal, Anat, Aleyin, Muth, Astarté i Melkarth.
El déu principal anomenat genèricament El, es considerava el pare de tots els déus del panteó fenici. Se l'associava amb el sol i era el qui distribuïa el temps, i tenia sota el seu control els anys, mesos, dies i nits.
Com a segon déu més important hi ha Baal, que es considerava el rei dels déus i que havia conquerit el seu lloc en atacar la muntanya Sapan. Era el déu de la pluja, el tro i la guerra i era representat de vegades per un vedell de banyes fines. Combat el seu enemic, el déu de la mar, Yam, per a això, el déu Kothar, déu de l'artesania i de la tècnica li va fabricar dues maces per enfrontar-se en les batalles. Amb la segona d'elles, s'enderrocarà Yam i tindrà una victòria que representa el valor dels marins en enfrontar-se amb les ones del mar.
Anat era la filla de Baal i germana d'Aleyin, que s'ocupava de mantenir en vida als déus i estava directament implicada en els sacrificis. Era una bella deessa de l'amor i de la guerra que ajudava el seu germà, especialment en les seves lluites cícliques amb el déu Muth. Anat era la que escampava la rosada a la terra, tan necessària per a la seva fertilitat. El culte d'Anat s'introduiria a Egipte durant la invasió dels hicsos. S'equiparava també amb Atena Soteira Niké.
Aleyin, fill de Baal i de la deessa mare Athirat, era el qui produïa la pluja a la Terra, tan necessària per al creixement de la vida però tenia un enemic, el déu Muth, que donava la calor a la terra per fer-la fèrtil i madurar les collites. Però altres vegades, la calor era excessiva i s'invocava Muth contra la sequera. Muth era vençut per Aleyin al començament de cada estació. Quan es recollia una collita, moria fins que tornava a renéixer quan tornava a haver-hi la següent collita, la qual feia madurar. Aquest període cíclic, feia que es considerés Muth a més de déu de l'esterilitat i dels morts.
Melkarth, fill d'El, déu de Tir, rei de l'inframon i protector de l'Univers, simbolitzava el cicle anual de la vegetació i això el feia un déu agrícola, del camp, la vegetació, la fecunditat i la primavera. El seu ritual comprenia una sèrie de ritus de mort i resurrecció cíclics anuals, coincidents amb les estacions de l'any. Encara que déu solar, se'l va acabar associant amb tributs d'un déu marí i també com a déu protector de la ciutat. És l'antecedent de l'Hèracles grec. S'ha de tenir en compte la teoria que molts elements de la mitologia grega provenen de la fenícia.
Se l'associava amb la deïtat tutelar de Tir, Astarté en el seu paper de deessa materna i deessa de la fertilitat. Va ser assimilada a Istar (deessa del cel sumèria), Isis, Afrodita, Hera, Cibeles i Juno Caelestis. A Cartago va ser suplantada per Tanit. Se la representava com a deessa que alletava un nen o dona nua estrenyent els pits. Com a deessa lunar se la representava també portant una lluna per corona. Una altra deïtat relacionada, identificada amb la Dione grega, era Baaltis.

## Deïtats púniques
Baal era el principal déu fenici adorat a la colònia de Cartago, generalment identificat pels grecs com a Cronos i pels romans com a Saturn. Baal significa «senyor», però, el significat de hammon és incert, el seu origen podria venir del terme Amon («l'Ocult»), símbol del poder creador i «Pare de tots els vents» en la mitologia egípcia. Baal Hammon se suposa representat en algunes escultures o relleus en forma d'un personatge masculí de certa edat, assegut en un tron entre dues esfinxs. Els romans van convertir Baal Hammon en Saturn (Vegeu:Temple de Saturn de Dougga).
Tanit va ser la deessa més important de la mitologia cartaginesa, la consort de Baal i patrona de Cartago. Era equivalent a la deessa fenícia Astarte, deessa de la fecunditat, el culte incloïa la prostitució anomenada hierogàmia, que consistia a prostituir en un temple simulant la unió amb la deïtat amb fins religiosos destinats a la fertilitat. Durant la romanització va ser assimilada a Juno i no a Venus, com hauria correspost de ser equivalent d'Astarte.
Melcart va ser una divinitat fenícia de la ciutat de Tir, a la qual va estar consagrat primitivament el temple d'Hèracles a l'antiga ciutat de Cadis. El seu culte centrat en el foc sagrat de les ciutats es va estendre per totes les colònies de Tir incloent Cartago. Era la forma fenícia del déu Baal. Originàriament era un déu agrícola, del camp, la vegetació, la fecunditat i la primavera, per la qual cosa el seu ritual comprenia una sèrie de ritus de mort i resurrecció cíclics anuals, coincidents amb les estacions de l'any, això no obstant, també era una deïtat marina, doncs era una divinitat de caràcter sincrètic. Va passar després a ser considerat «rei de la ciutat», que és el significat etimològic del seu nom (melk, rei), i com a patró de la ciutat de Tir, es va transformar també en déu de la colonització i de la protecció de la navegació.
- Cronos o Saturn (identificat amb Moloc, déu dels cananeus, o amb Baal).
- Hèracles Tirià (en fenici Melcart), identificat amb Baal i amb el babiloni Bel.
- Astarte o Tanit.
- Esmun, el déu de la volta celestial.
- Apol·lo, identificat amb Baal-Hammon.
- Posidó i Tritó, dels quals no es coneixen els noms púnics.
- Els genis i els herois.
- Déus estrangers: Demèter, Persèfone (importats de Sicília).